# Jakub Jacobson
Jakub Jacobson herbu Gehema (ur. 1576, zm. 1639) – holenderski mincerz, przedsiębiorca, zarządca wielu mennic koronnych i miejskich (Bydgoszcz, Gdańsk, Toruń, Elbląg, Kraków, Warszawa, Wilno).

## Życiorys
Urodził się w 1576 r. w Emden w Holandii. Udał się do Rzeczypospolitej w poszukiwaniu majątku i kariery. Przed 1616 r. znalazł się w Bydgoszczy, gdzie został zaangażowany w miejscowej mennicy jako starszy mincerz.
W 1616 r. król Zygmunt III Waza przekazał tę mennicę w dzierżawę Piotrowi Żerońskiemu, który po kilku latach został jej inspektorem, a dzierżawę przejął Jacobson, cieszący się opinią dobrego organizatora i przedsiębiorcy. Ciesząc się względami króla polskiego (oddał monarsze usługi w czasie wojny z Moskwą i ze Szwedami, zaopatrując wojska Rzeczypospolitej w działa) i podskarbiego koronnego Jana Mikołaja Danilewicza, przejął kierownictwo mennic królewskich w Krakowie, Warszawie i Wilnie (1624). Potem objął również mennice miejskie: w Gdańsku, gdzie otrzymał obywatelstwo jako kupiec (1623), w Toruniu (1630) i Elblągu (1636). 12 marca 1622 r. monarcha nadał mu dziedziczne szlachectwo. W 1625 r. otrzymał od Zygmunta III tenutę nowodworską, którą odziedziczył później jego syn Abraham. W latach 1627–1633 dzierżawił starostwa Osiek i Międzyłęże otrzymane od królewicza Władysława. Otrzymał też szereg uprawnień i przywilejów. Mógł za zgodą podskarbiego na dłużej opuszczać mennicę bydgoską i zostawiać wybranego przez siebie zastępcę (1617). Otrzymał prawo, początkowo dzielone z zarządcami innych mennic, następnie wyłączne, skupowania srebra w całym kraju (1622, 1628), a także poza granicami, koncesję na bicie wszystkich rodzajów monety (1623), zwolnienie od odpowiedzialności za stopę i wagę monety (1617, 1625), jurysdykcję i prawo karania podległego mu personelu.
Zarządzana przez niego mennica w Bydgoszczy wybijała prawie przez dwadzieścia lat szelągi, grosze, półtoraki, orty, półtalary, talary, talary medalowe, dukaty i portugały. Był to najlepszy okres w dziejach tego przedsiębiorstwa. Jacobson osiągał w Bydgoszczy znaczne dochody, wywiązując się skrupulatnie ze zobowiązań wobec skarbu królewskiego. Był finansistą króla Władysława IV, któremu służył pożyczkami. Skupował dobra ziemskie. W 1627 r. wydzierżawił od Piotra Żerońskiego starostwo bydgoskie, Solec Kujawski, Fordon, folwark Dworzyska i wieś Poledno w województwie pomorskim. Z kolejnym starostą bydgoskim Jerzym Ossolińskim zawarł kontrakt na dzierżawę młyna i tartaku na 30 lat (1634).
Jego bogactwo i wpływy budziły wśród szlachty niechęć i zawiść. Oskarżano go o nieuczciwe gromadzenie zysków, ze szkodą dla skarbu królewskiego, łamanie rozporządzeń i uchwał sejmowych w sprawach monetarnych, psucie pieniądza, lichwę i oszustwa. Komisja sejmowa oczyściła go z tych zarzutów w 1626 roku. Z drugiej strony miał opinię wybitnego finansisty i jednego z najbogatszych ludzi w Rzeczypospolitej.
Jakub Jacobson był żonaty z Esterą von Dalen. Miał dwoje dzieci: Jakuba Abrahama i Annę Esterę.
Zmarł w 1639 r. w Gdańsku. Został pochowany w kościele Najświętszej Marii Panny.